# Hector F. DeLuca
Hector Floyd DeLuca (* 1930) ist ein US-amerikanischer Biochemiker.

## Leben und Wirken
De Luca wuchs auf einer Gemüse-Farm nahe Pueblo, Colorado, auf. Er erwarb 1951 an der University of Colorado einen Bachelor in Chemie und 1955 bei Harry Steenbock an der University of Wisconsin–Madison einen Ph.D. in Biochemie. Im selben Jahr ging Steenbock in den Ruhestand, und DeLuca übernahm sein Labor. 1959 erhielt er in der Abteilung für Biochemie der University of Wisconsin-Madison eine erste Professur (Assistant Professor) und 1965 ebendort eine ordentliche Professur. Seitdem forscht er dort als Harry Steenbock Research Professor. Von 1970 bis 1986 und von 1991 bis 2005 hatte er den dortigen Lehrstuhl für Biochemie inne. 2011 wurde er emeritiert.
DeLuca beschäftigte sich mit der Rolle physiologisch aktiver Nahrungsbestandteile, insbesondere mit dem Stoffwechsel und den molekularen Wirkmechanismen der fettlöslichen Vitamine. So konnte DeLuca wesentlich zur Aufklärung des Vitamin-D-Stoffwechsels beitragen. Sein Augenmerk galt der klinischen Anwendung der Ergebnisse der Grundlagenforschung (translationale Medizin). Außerdem befasste er sich mit Mechanismen der Zelldifferenzierung.

## Auszeichnungen (Auswahl)
- 1965 Fellow American Association for the Advancement of Science
- 1974 Gairdner Foundation International Award[1]
- 1975 Ehrendoktorat der University of Colorado Boulder
- 1978 Mitglied der American Academy of Arts and Sciences[2]
- 1979 Mitglied der National Academy of Sciences[3]
- 1980 Harvey Lecturer
- 1980 Ehrendoktorat des Medical College of Wisconsin
- 1982 William C. Rose Award der American Society for Biochemistry and Molecular Biology (ASBMB)[4]
- 1985 Ehrendoktorat des Karolinska Institutet

## Schriften (Auswahl)
- The fat-soluble vitamins. University of Wisconsin Press, 1969
- Vitamin D. Berlin, Heidelberg, New York: Springer, 1979
- Biochemistry. Berlin, Heidelberg, New York: Springer, 1979